# Слюсарь, Антонина Дмитриевна
Антонина Дмитриевна Слюсарь (род. 19 марта 1963, Днепродзержинск, Днепропетровская область) — советская и украинская легкоатлетка, специалистка по бегу на короткие дистанции. Выступала в 1980-х и 1990-х годах, обладательница бронзовой медали Игр доброй воли в Санкт-Петербурге, призёрка первенств всесоюзного и республиканского значения, участница чемпионата Европы в Хельсинки.

## Биография
Антонина Слюсарь родилась 19 марта 1963 года в городе Днепродзержинске Днепропетровской области Украинской ССР.
Начала заниматься лёгкой атлетикой в 1978 году, проходила подготовку вместе со своей сестрой-близнецом Ириной в Днепропетровске, выступала за добровольное спортивное общество «Буревестник».
Первого серьёзного успеха на всесоюзном уровне добилась в сезоне 1988 года, когда на чемпионате СССР в Таллине с украинской командой выиграла бронзовую медаль в зачёте эстафеты 4 × 100 метров.
В 1989 году на чемпионате СССР в Горьком вновь стала бронзовой призёркой в эстафете 4 × 100 метров.
В июле 1990 года на соревнованиях в Луганске выиграла серебряную медаль в беге на 100 метров и золотую медаль в беге на 200 метров, установив при этом свои личные рекорды — 11,29 и 22,97 соответственно.
В 1993 году в составе украинской сборной выступила на соревнованиях Pearl European Relays в Портсмуте, где вместе с соотечественницами завоевала серебряную награду в эстафете 4 × 200 метров. Позднее на Кубке Европы в Риме стала четвёртой в эстафете 4 × 100 метров.
В 1994 году представляла Украину на Играх доброй воли в Санкт-Петербурге — в программе эстафеты 4 × 100 метров взяла бронзу. Принимала участие в чемпионате Европы в Хельсинки — в беге на 200 метров остановилась на предварительном квалификационном этапе, тогда как в эстафете 4 × 100 метров в финале стала четвёртой.
Впоследствии работала тренером по лёгкой атлетике в Днепропетровске, в частности среди её воспитанниц бегунья Олеся Повх.